# Great-West Lifeco
Great-West Lifeco est une compagnie d'assurance canadienne dont le siège-social est à Winnipeg au Manitoba, Canada. Elle est spécialisée dans l'assurance sur la vie mais administre également des régimes d'assurance médicale.
Elle possède la London Life, Compagnie d'Assurance-Vie, la Compagnie d'Assurance du Canada sur la Vie (la Canada-Vie), la Great-West Life & Annuity Insurance Company et la Putnam Investments Trust. Ceci en fait la plus grande compagnie d'assurance au Canada. Ce conglomérat d'assurance-vie est contrôlé par Power Corporation.

## Histoire
Elle est fondée en 1891 à Winnipeg.
En 2007, Marsh & McLennan vend sa division de gestion de fonds Putnam Investments à l'assureur Great-West Lifeco pour 3,9 milliards de dollars.
En février 2013, la Great-West acquiert, de Permanent TSB, nationalisé, Irish Life Group pour la somme de 1,75 milliard de dollars canadien.
En janvier 2020 la fusion de la Great-West,la London Life et de la Canada vie se fait sous la bannière Canada vie.
En juillet 2021, Prudential Financial annonce la vente de ses activités liées aux complémentaires retraites à Great-West pour 3,5 milliards de dollars.

## Activité
Great-West est un fournisseur de produits d'assurance-vie, d'assurance collective, d'investissement, d'épargne-retraite, de protection du vivant et de réassurance. Au Canada, elle offre ces services en collaboration avec ses filiales, la London Life et la Canada-Vie, à 12 millions de personnes et gèrent un actif de plus de 168 milliards $Can. 
Par l'entremise de la Canada-Vie, la Great-West exerce des activités au Royaume-Uni, à l'île de Man, en Irlande et en Allemagne.

### Great-West Life & Annuity
Aux États-Unis, Great-West Life & Annuity (GWL&A) fournit des produits d'avantages sociaux à l'échelle nationale et se spécialise dans la gestion des soins de santé. La Compagnie figure également parmi les plus importants fournisseurs de régimes d'épargne-retraite en offrant des régimes collectifs de soins médicaux traditionnels ainsi que des régimes régis par le consommateur. GWL&A propose aussi une variété de régimes d'épargne-retraite offerts par l'employeur, des contrats de rente et d'assurance-vie, ainsi que des services administratifs et de tenue des dossiers exclusifs à l'intention d'autres fournisseurs de régimes à cotisations déterminées.

### Putnam Investments
Putnam Investments est un gestionnaire d'actifs mondiaux pour le compte de clients institutionnels et individuels. Fondée en 1937, c'est l'une des plus anciennes et des plus importantes entreprises de gestion de portefeuille aux États-Unis. Putnam offre une vaste gamme de produits de placement, des régimes de retraite et des comptes de retraite individuels, des régimes d'épargne-études, des comptes en gestion et des portefeuilles institutionnels. La compagnie a des bureaux à Boston, à Londres et à Tokyo; ainsi que des partenaires de distribution partout dans le monde. 